# Platysenta rufulus
Platysenta rufulus là một loài bướm đêm trong họ Noctuidae.